# San Lorenzo Mezcalapa
San Lorenzo Mezcalapa är en ort i Mexiko.   Den ligger i kommunen Moloacán och delstaten Veracruz, i den sydöstra delen av landet, 500 km öster om huvudstaden Mexico City. San Lorenzo Mezcalapa ligger 35 meter över havet och antalet invånare är 235.
Terrängen runt San Lorenzo Mezcalapa är platt. Runt San Lorenzo Mezcalapa är det ganska glesbefolkat, med 30 invånare per kvadratkilometer. Närmaste större samhälle är Villa Nanchital, 19,1 km nordväst om San Lorenzo Mezcalapa. Omgivningarna runt San Lorenzo Mezcalapa är en mosaik av jordbruksmark och naturlig växtlighet.